# 分疆棋
分疆棋（Terra Nova），是Rosanna Leocata與Gaetano Evola於2006年推出的2到4人棋類。

## 棋具
棋盤為六邊形棋格所組成，以8種顏色劃分形狀不規則，大小不相同的8塊區域。
棋子以4色區分玩家。
另有六角型的木塊，為各玩家共用。

## 規則
- 依玩家數分配棋子數。
  - 兩人：每方有13枚棋子。
  - 三人：每方有10枚棋子。
  - 四人：每方有8枚棋子。

- 玩家輪流布置己方棋子在一個棋格上，一格只能放一枚棋子。全部布置完方可行棋。

- 每人每回合可動己子1次。棋子

- 每方可有兩種動作。
  - 移子：將一枚己子朝六方向之一作直線移動到空棋格處，格數無線，途中不得跨過其他棋子或棋塊。
  - 置石：將一枚棋塊放在此回合移動過的己棋的一個鄰邊空棋格。

- 每方每回合依次進行三步驟。
  - 第一步驟為移子。無法進行此步驟時，需立即放棄此回合，輪到下位玩家。
  - 第二、三步驟，皆可自由選擇移子、或置石。進行此步驟時，動的棋子不必與第一步驟相同。但若移動同樣棋子，則不可到回到此回合開始時原先停留的棋格。

- 當連接的棋塊把某些棋格全包圍時，若已經包圍到3種區域以下，則把該圍內的所有棋子移出棋盤，然後計算裡面空棋格的數量以計分，由該區域移出最多棋子的一方得到分數。如棋子數一樣，則以四捨五入平分。
  - 包圍三種區域：每空棋格1分。
  - 包圍二種區域：每空棋格2分。
  - 包圍一種區域：每空棋格3分。

- 當所有玩家無法行棋或所有棋子皆被移除時遊戲結束，最高分者勝[1][2]。

## 外部連結
- 遊戲介紹 （页面存档备份，存于）